# D981 (Nièvre)
De D981 is een departementale weg in het Franse departement Nièvre. De weg loopt van Nevers naar de grens met Saône-et-Loire. In Saône-et-Loire loopt de weg verder als D681 naar Dijon.

## Geschiedenis
Oorspronkelijk was de D981 onderdeel van drie routes nationales: de N79 tussen Nevers en Decize, de N478 tussen Decize en Luzy en de N73 tussen Luzy en Saône-et-Loire. In 1973 werden deze delen samengevoegd tot N81. In 2006 werd de weg overgedragen aan het departement Nièvre, omdat de weg geen belang meer had voor het doorgaande verkeer. De weg is toen omgenummerd tot D981.